# Plymouth Roadking
Der Plymouth Roadking war ein großer PKW, den Chrysler unter dem Markennamen Plymouth in den Modelljahren 1938 bis 1940 herstellte. Er ersetzte den Business des Jahres 1938. 1940 fiel diese preisgünstige Modellreihe ersatzlos weg.

## Von Jahr zu Jahr

### Modell P5 (1938)
Das Modell P5 besaß voluminösere, weiter nach vorne reichende Vorderkotflügel und eine etwas höhere Gürtellinie als der Vorgänger. Dadurch sahen die Fahrzeuge etwas gedrungen aus, was den Kunden nicht sonderlich gefiel. Außerdem gab es viele Gebrauchtwagen auf dem Markt, sodass der Verkauf der schon recht altbacken aussehenden Modelle recht schlecht lief. Auf Wunsch gab es einen höher verdichteten Motor, der 86 bhp (63 kW) abgab. Zum Jahreswechsel – also mitten im Modelljahr – benannte man den Business in Roadking um, weil dieser Name nicht so sehr an ein Nutzfahrzeug erinnerte. Außerdem bekam das neue Modell vordere Dreiecksfenster, wie der Deluxe.
Von beiden Modellen (Business und Roadking) entstanden 1938 74.785 Stück.

### Modell P7 (1939)
Im August 1938 wurde die längst überfällige Neukonstruktion vorgestellt. Die Fahrzeuge hatten eine Alligatorhaube, in die Vorderkotflügel eingelassene (eckige) Hauptscheinwerfer und eine geteilte, V-förmige Windschutzscheibe. Es gab wieder – wie schon früher beim Business – Lieferwagenmodelle, so z. B. einen "Utility Sedan" (Nutzlimousine) mit 2 Türen und nur 1 Sitz oder einen Pritschenwagen.
Bis zum August 1939 entstanden 102.368 Exemplare.

### Modell P9 (1940)
Die P9-Modelle ähnelten ihren Vorgängern, hatten aber eckigere Kotflügel und wieder runde Scheinwerfer. Beide Motoren hatten um 1 bhp an Leistung zugelegt, der Radstand um 3".
In diesem Modelljahr wurden 106.738 Roadking-Fahrzeuge gebaut. Ab August 1940 entfiel dieses preisgünstigere Modell und es gab bei Plymouth nur noch den Deluxe.

## Quelle
- Beverly R. Kimes, Henry A. Clark: Standard Catalog of American Cars 1805–1942. Krause Publications, Iola 1985, ISBN 0-87341-045-9.

Im Zeitraum von 1942 bis 1946 gab es aufgrund des Zweiten Weltkrieges nur eine eingeschränkte zivile Fahrzeugproduktion.